# Джафаров Хасрат Валех-огли
Хасрат Валех-огли Джафаров(5 жовтня 2002 , Геранбой ) — азербайджанський борець греко-римського стилю, призер чемпіонатів світу та Європи, чемпіон Європи, призер Олімпійських ігор.

## Спортивні результати на міжнародних змаганнях

### Виступи на Олімпіадах
| Змагання                    | Збірна      | Вагова категорія                 | Місце  |
| --------------------------- | ----------- | -------------------------------- | ------ |
| Літні Олімпійські ігри 2024 | Азербайджан | греко-римська боротьба, до 67 кг | Бронза |

### Виступи на Чемпіонатах світу
| Змагання                        | Збірна      | Вагова категорія                 | Місце  |
| ------------------------------- | ----------- | -------------------------------- | ------ |
| Чемпіонат світу з боротьби 2021 | Азербайджан | греко-римська боротьба, до 67 кг | 5      |
| Чемпіонат світу з боротьби 2022 | Азербайджан | греко-римська боротьба, до 67 кг | Бронза |
| Чемпіонат світу з боротьби 2023 | Азербайджан | греко-римська боротьба, до 67 кг | Срібло |

### Виступи на Чемпіонатах Європи
| Змагання                         | Збірна      | Вагова категорія                 | Місце  |
| -------------------------------- | ----------- | -------------------------------- | ------ |
| Чемпіонат Європи з боротьби 2022 | Азербайджан | греко-римська боротьба, до 67 кг | Бронза |
| Чемпіонат Європи з боротьби 2023 | Азербайджан | греко-римська боротьба, до 67 кг | Золото |
| Чемпіонат Європи з боротьби 2024 | Азербайджан | греко-римська боротьба, до 67 кг | Золото |

### Виступи на Кубках світу
| Змагання                    | Збірна      | Вагова категорія | Місце  |
| --------------------------- | ----------- | ---------------- | ------ |
| Кубок світу з боротьби 2022 | Азербайджан | команда          | Срібло |

### Виступи на Іграх ісламської солідарності
| Змагання                          | Збірна      | Вагова категорія                 | Місце  |
| --------------------------------- | ----------- | -------------------------------- | ------ |
| Ігри ісламської солідарності 2022 | Азербайджан | греко-римська боротьба, до 67 кг | Золото |

### Виступи на інших змаганнях
| Змагання                                    | Збірна      | Вагова категорія                 | Місце  |
| ------------------------------------------- | ----------- | -------------------------------- | ------ |
| Меморіал Маттео Пелліконе 2022              | Азербайджан | греко-римська боротьба, до 67 кг | Золото |
| Відкритий чемпіонат Загреба з боротьби 2023 | Азербайджан | греко-римська боротьба, до 67 кг | 20     |
| Меморіал Імре Поляка та Яноша Варги 2023    | Азербайджан | греко-римська боротьба, до 67 кг | Золото |
| Відкритий чемпіонат Загреба з боротьби 2024 | Азербайджан | греко-римська боротьба, до 67 кг | Бронза |
| Меморіал Імре Поляка та Яноша Варги 2024    | Азербайджан | греко-римська боротьба, до 72 кг | Золото |

### Виступи на змаганнях молодших вікових груп
| Змагання                                          | Збірна      | Вагова категорія                 | Місце  |
| ------------------------------------------------- | ----------- | -------------------------------- | ------ |
| Чемпіонат Європи з боротьби серед кадетів 2017    | Азербайджан | греко-римська боротьба, до 42 кг | Золото |
| Чемпіонат Європи з боротьби серед кадетів 2018    | Азербайджан | греко-римська боротьба, до 51 кг | Бронза |
| Чемпіонат світу з боротьби серед кадетів 2018     | Азербайджан | греко-римська боротьба, до 51 кг | Бронза |
| Європейський юнацький олімпійський фестиваль 2019 | Азербайджан | греко-римська боротьба, до 60 кг | Золото |
| Чемпіонат світу з боротьби серед кадетів 2019     | Азербайджан | греко-римська боротьба, до 60 кг | 12     |
| Чемпіонат Європи з боротьби серед молоді 2021     | Азербайджан | греко-римська боротьба, до 67 кг | Бронза |
| Чемпіонат Європи з боротьби серед юніорів 2021    | Азербайджан | греко-римська боротьба, до 67 кг | Золото |
| Чемпіонат світу з боротьби серед юніорів 2021     | Азербайджан | греко-римська боротьба, до 67 кг | Золото |
| Чемпіонат світу з боротьби серед молоді 2021      | Азербайджан | греко-римська боротьба, до 67 кг | Золото |